# Ernst Müller-Meiningen

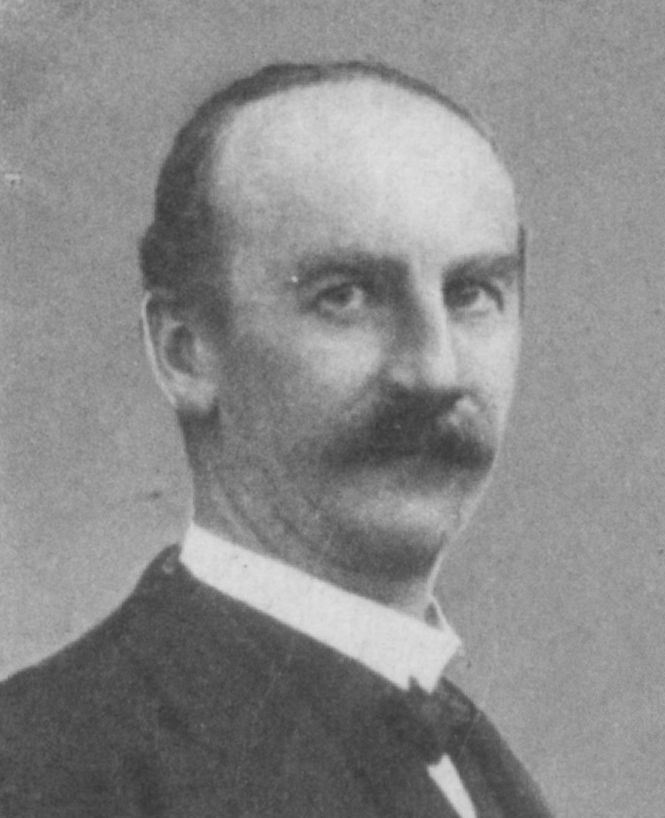
Ernst Müller-Meiningen als Reichstagsabgeordneter 1912

Ernst Müller-Meiningen (* 11. August 1866 in Mühlhof bei Schwabach; † 1. Juni 1944 in München) war ein deutscher Richter und Politiker (FVp, DDP). Er war von 1898 bis 1918 Reichstagsabgeordneter, 1905–1918 und 1919–1924 Mitglied des Bayerischen Landtages, von Mai 1919 bis Juli 1920 bayerischer Staatsminister der Justiz sowie von 1928 bis 1934 Senatspräsident am Bayerischen Obersten Landesgericht.

## Leben
Geboren als Ernst Müller wurde er von seinem Vater, einem freisinnigen Lehrer aus Mittelfranken, liberal geprägt. Sein Abitur legte er am Melanchthon-Gymnasium Nürnberg 1886 ab. Der Abschluss ermöglichte ihm seinen Militärdienst als Einjährig-Freiwilliger beim 1. bayerischen Infanterieregiment abzuleisten. Nach dem anschließenden Jurastudium promovierte er 1892 in Erlangen. 1895 trat er in den Staatsdienst ein. 1896 wurde er Staatsanwalt in Schweinfurt, 1898 Amtsrichter in Fürth und im selben Jahr Mitglied des Reichstages.
Er gewann für die Freisinnige Volkspartei den thüringischen Wahlkreis Meiningen-Hildburghausen und behielt ihn bis 1918. Zur Unterscheidung von gleichnamigen Parlamentariern wurde seinem Namen der des Wahlkreises beigegeben. Als Süddeutscher in einer norddeutsch geprägten Fraktion gehörte Müller-Meiningen zum Anhang Eugen Richters. Die katholische Presse hielt ihn für einen „kulturkämpferischen Wau-Wau“, den Reden dieses „sattsam bekannten Katholikenhassers“ solle man nicht zu viel Bedeutung schenken. Nach der Jahrhundertwende wandelte Müller-Meiningen sich zu einem Befürworter der deutschen Weltpolitik mit dem Platz an der Sonne. Er wurde 1903 zum Landgerichtsrat und 1906 zum Oberlandesgerichtsrat ernannt.
Während des Ersten Weltkriegs bewegten sich die Anschauungen des „nationalpatriotischen Linksliberalen“ in Richtung nationalistischer Positionen. Als die Kriegsgegner unter den Reichstagsabgeordneten Anfang 1915 um Karl Liebknecht ihre Ansichten in die Reichstagsdebatten einzubringen suchten, berichtet Rosa Luxemburg: „Unter dem Schrei „Landesverrat!“ stürzen sich die Hubrich und Müller-Meiningen mit Fäusten auf jeden, der die Reichstagstribüne besteigt, um Kritik an der Regierung zu üben.“ Seine Position zur Novemberrevolution lässt sich daran ablesen, dass er die Urheberschaft des Begriffs des Dolchstoßes für sich beanspruchte.

Als Mitglied der DDP leitete Müller-Meiningen ab Mai 1919 das bayerische Justizministerium. Er trat für die militärische Niederschlagung der Münchner Räterepublik ein. Als Justizminister war Müller-Meiningen an maßgeblicher Stelle daran beteiligt, die in der Revolutionszeit geschaffenen Volksgerichte in das Instrument der Ordnungszelle Bayern umzuwandeln. Die nach der Weimarer Reichsverfassung rechtswidrigen Volksgerichte waren für zahlreiche Urteile verantwortlich: harte Strafen gegen die Anhänger der Räterepublik (Ernst Toller, Felix Fechenbach), Milde gegenüber politischen Extremisten von rechts (Anton Graf von Arco auf Valley, Hitler) – verantwortlich. Kurt Tucholsky charakterisiert ihn 1921: 

„Der Demokrat Müller-Meiningen, ein besserer Herr, der sich schon im Kriege dadurch auszeichnete, dass er eine Schrift unter sich ließ: Wir brauchen eine Reichsjugendwehr! (man stelle sich das vor!) – dieser Demokrat hat die wehrlosen Gefangenen seinerzeit in der Presse verleumdet, und dann hat er als Justizminister durch eine Verordnung, entgegen den Bestimmungen des Strafgesetzbuches, die Vergünstigungen der Festungsgefangenen aufgehoben.“

Müller-Meiningen amtierte nahtlos in der bayerischen Landesregierung unter Gustav von Kahr als Justizminister weiter und wurde stellvertretender Ministerpräsident. Nach der Niederlage der DDP in der Landtagswahl im Juli 1920 musste er abtreten. Da er die Wahl Paul von Hindenburgs zum Reichspräsidenten befürwortete und die Republik als eine „durch bitterste Not aufgezwungene Staatsform“ betrachtete, schied Müller-Meiningen 1924 zunächst aus dem Landtag, im folgenden Jahr auch aus der DDP aus. Obwohl von der rechtsliberalen Deutschen Volkspartei umworben, zog sich Müller-Meiningen aus der Politik vollkommen zurück. Seine juristische Karriere gipfelte 1928 in der Ernennung zum Senatspräsidenten am Obersten Landesgericht, dem er seit 1920 angehörte. 1934 wurde er in den Ruhestand versetzt und lebte zurückgezogen in München bis zu seinem Tod 1944.

## Ehrenamtliches Engagement
Von 1920 bis 1928 war Ernst Müller-Meiningen Präsident des TSV 1860 München.

## Familie
Müller-Meiningen war der Sohn von Friedrich Justus Müller (1830–1893) aus Brunnau, Volksschullehrer in Gleißenberg, Mühlhof und Nürnberg. Sein älterer Bruder war der Orientalist Wilhelm Max Müller. Sein gleichnamiger Sohn, der seinem Namen zur Unterscheidung vom Vater den Zusatz „jr.“ anfügte, war als Ernst Müller-Meiningen jr. über Jahrzehnte einer der führenden Journalisten der Süddeutschen Zeitung.

## Schriften
- Vereins- und Versammlungsrecht. In: Handbuch der Politik, Berlin und Leipzig 1914.
- Diplomatie und Weltkrieg. Ein Führer durch die Entstehung und Ausbreitung der Weltkrisis auf Grund der amtlichen Materialien. Reimer, Berlin 1917.
- Aus Bayerns schwersten Tagen. Erinnerungen und Betrachtungen aus der Revolutionszeit. Vereinigung wissenschaftlicher Verleger, Berlin 1923 (Digitalisat).